# Catharine Cox Miles
Catharine Cox Miles (geborene Catharine Morris Cox; * 1890 in San Jose, Kalifornien; † 11. Oktober 1984 in Sandy Spring, Maryland) war eine US-amerikanische Psychologin und bekannt für ihre Arbeiten im Bereich der Intelligenz und Genialität.

## Leben
Sie wurde als Tochter von Charles Ellwood Cox und Lydia Shipley Bean geboren und wuchs mit ihren zwei Schwestern, Mary Hannah Cox und Anna Cox Brinton, auf.
Als geborene Angehörige der Gesellschaft der Freunde trat sie 1920 dem American Friends Service Committee (AFSC) bei. Sie engagierte sich als Quäkerin und half nach dem Ersten Weltkrieg bei der Verteilung von Lebensmittel an hungernde Kinder in Deutschland. Sie wurde dafür mit Medaillen ausgezeichnet. 1927 lernte sie den erst kürzlich verwitweten Psychologen Walter R. Miles kennen, den sie im September 1927 heiratete. Walter R. Miles war damals Professor für experimentelle Psychologie an der Stanford University und ein Kollege ihres Doktorvaters Lewis M. Terman.
Sie wurde Stiefmutter von Walter R. Miles‘ drei jugendlichen Kindern aus erster Ehe – Thomas, Caretta und Kirk –, die sie als ihre eigenen Kinder bezeichnete. Catharine und Walter Miles bekamen zudem zwei gemeinsame Kinder, Anna Mary Miles und Charles Elwood, wobei Charles Elwood bei der Geburt verstarb.
Catharine und Walter gingen beide 1953 von der Yale University in den Ruhestand. Sie reisten nach Istanbul, wo Walter drei Jahre lang an der University of Istanbul unterrichtete und kehrten später in die Vereinigten Staaten zurück, um sich in Connecticut niederzulassen. Catharine Cox Miles verstarb am 11. Oktober 1984 im Alter von 94 Jahren in Massachusetts, United States.

## Akademische Laufbahn und Karriere
Catharine Cox Miles begann ihre akademische Ausbildung an der Stanford University, wo sie Germanistik studierte und 1911 ihren Bachelor- sowie 1913 ihren Master-Abschluss erwarb. Anschließend setzte sie ihre Studien in Deutschland an der Universität Berlin und Universität Jena fort. Sie war bei ihren Kommilitonen für ihre Effizienz und Organisationsfähigkeit bekannt.
Nach ihrer Rückkehr in die USA unterrichtete sie am College of the Pacific, das heute als University of the Pacific bekannt ist, Deutsch und Sport und stieg dort zur ordentlichen Professorin auf.
Ihre Erfahrungen, die sie im Zuge ihrer Quäkertätigkeiten 1920 in Deutschland sammelte, veränderten ihre akademischen Interessen. Sie kehrte nach Stanford zurück und promovierte dort 1925 unter der Aufsicht von Lewis M. Terman.
Ihre Dissertation war Teil von Termans Genetic Studies of Genius und untersuchte die Biografien von 301 historisch gefeierten Genies wie Goethe, Leibniz und Voltaire, um deren Intelligenzquotienten retrospektiv zu bewerten. 1925 erhielt sie ihren Ph.D. und ihre Dissertation wurde als zweiter Band der Genetic Studies of Genius im Jahre 1926 publiziert.
Nach ihrer Promotion arbeitete Cox Miles als leitende Psychologin an verschiedenen Institutionen, darunter die Central Mental Hygiene Clinic in Cincinnati, das Children’s Hospital sowie das Diagnostic Center of the Veterans Bureau.
1927 kehrte sie nach Stanford zurück, um erneut mit Terman als seine wissenschaftliche Mitarbeiterin zusammenzuarbeiten.
1932 zog sie mit ihrem Ehemann nach Yale, wo sie als Professorin in den Abteilungen für Psychologie und Psychiatrie tätig war. Sie war bis nach dem Zweiten Weltkrieg die einzige leitende klinische Psychologin in Yale.

## Arbeits- und Forschungsschwerpunkte
Ein Forschungsschwerpunkt stellte die Forschung zur Intelligenz und Genialität dar. Im Rahmen ihrer Dissertation wollte sie den IQ von angesehenen, bereits verstorbenen Persönlichkeiten aus den Bereichen der Kreativität und Führung schätzen.  Sie nutzte dafür über 3.000 biografische Quellen, um detaillierte Entwicklungsgeschichten von 301 Genies zu erstellen. Anschließend leitete sie gemeinsam mit einem Team unabhängiger Bewerter, darunter Terman und Florence Goodenough, anhand dieser Daten die IQ-Schätzungen ab. Für eine Untergruppe von 100 Genies bewertete sie zusätzlich 67 Charaktermerkmale. Ihre Ergebnisse führten zu der Schlussfolgerung, dass Eigenschaften wie Motivation, Entschlossenheit und Durchhaltevermögen ebenso entscheidend für außergewöhnliche Leistungen sind.
Mit 842 Seiten gilt ihre Dissertation als eine der ambitioniertesten historiometrischen Studien, die je publiziert wurden. Viele ihrer zentralen Erkenntnisse wurden in späteren Forschungen repliziert.
1932 griff sie diese Thematik erneut auf und untersuchte mit ihrem Ehemann, Walter R. Miles, in Form einer Querschnittanalyse, wie Intelligenzwerte mit dem Alter zusammenhängen. Dabei richteten sie ihr Augenmerk insbesondere auf das frühe Erwachsenenalter bis ins höhere Alter. Die Ergebnisse zeigten, dass mit zunehmendem Alter einige intellektuelle Fähigkeiten, wie das Gedächtnis und die Verarbeitungsgeschwindigkeit, abnehmen. Sie zeigten, dass der durchschnittliche IQ nach dem späten Teenageralter oder den frühen Zwanzigern mit steigendem Alter allmählich sinkt.
In Yale beendete Cox Miles die Forschung, die sie 1927 mit Terman hinsichtlich Geschlecht und Persönlichkeit begonnen hatte. Das Ergebnis wurde unter Terman-Miles-Masculinity-Femininity Test bekannt. Dieser Test wurde ursprünglich als Attitude-Interest Analysis Test veröffentlicht. Die vollständige Skala wurde 1936 in ihrem Buch „Sex and Personality“ dargelegt.
Es wird vermutet, dass sie eine Vorreiterin des Feminismus war, da sie Eigenschaften von Männlichkeit und Weiblichkeit untersuchte, ohne sich auf biologische oder umweltbedingte Erklärungen hinsichtlich des Geschlechts festzulegen. Die Skala wurde jedoch kritisiert, da sie kein neutrales Messinstrument darstellte. Sie legte nahe, dass eine gute mentale Gesundheit davon abhänge, dass das biologische Geschlecht die geschlechtliche Identität in Denken und Verhalten bestimmt. In diesem Kontext spiegelten sich auch Termans ablehnende Ansichten gegenüber Homosexualität im Test wider. Ob und in welchem Ausmaß Cox Miles diese Überzeugung teilte, bleibt jedoch unklar. Trotz dieser Kritikpunkte wurde der Terman-Miles-M-F-Test über Jahrzehnte hinweg zum Maßstab für die Entwicklung von Maskulinitäts-Femininitäts-Skalen.

## Veröffentlichungen (Auswahl)
- Catharine Miles Cox: Genetic studies of genius: The early mental traits of three hundred geniuses. In: Stanford University Press, 1926, ISBN 978-0-8047-0010-8.
- Catharine Cox Miles und Lewis M. Terman: Sex differences in the association of ideas. In: The American Journal of Psychology. Band 41, Nr. 2, 1929, S. 165–206, doi:10.2307/1415233.
- Catharine Cox Miles: The Otis S-A as a fifteen minute intelligence test. In: Personnel Journal. Band 10, Nr. 4, 1931, S. 246–249.
- Catharine Cox Miles und Walter R. Miles: The Correlation of Intelligence Scores and Chronological Age from Early to Late Maturity. In: University of Illinois Press. Band 44, Nr. 1, 1932, S. 44–78, doi:10.2307/1414956.
- Catharine Cox Miles: Sex in Social Psychology. In: Clark University Press. 1935, S. 683–797.
- Catharine Cox Miles und Lillian S. Wolfe: Childhood Physical and Mental Health Records of Historical Geniuses. In: Psychological Monographs. Band 42, Nr. 2, 1936, S. 390–400, doi:10.1037/h0093425.
- Lewis M. Terman und Catharine Cox Miles: Sex and Personality: Studies in Masculinity and Feminity. 1. Auflage. McGraw-Hill, 1936.
- Catharine Cox Miles: The Role of Individual Psychological Difference in Social Psychology. In: Social Forces. Band 15, Nr. 4, 1932, S. 469–472, doi:10.2307/2571410.